# Léon Richard (médecin)
Pour les articles homonymes, voir Léon Richard et Richard.
Léon Richard, C.M., est un médecin canadien, originaire de Moncton, au Nouveau-Brunswick. Il étudie la médecine aux États-Unis, où il se spécialise en ophtalmologie. Il retourne vivre à Moncton, où il pratique la médecine et devient chancelier de l'Université de Moncton. Il est fait membre de l'ordre du Canada en 1984. Il meurt le 20 décembre 1997.